# Ципа
Ципа (груз. წიფა) — село в Грузії.
За даними перепису населення 2014 року в селі проживає 52 особа.